# Damien Chazelle
Damien Sayre Chazelle (Providence (Rhode Island), 19 januari 1985) is een Amerikaans filmregisseur, scenarioschrijver en filmproducent.

## Biografie
Damien Chazelle werd in 1985 geboren in Providence (Rhode Island) als de zoon van Celia Martin en Bernard Chazelle. Zijn vader is een Franse computerwetenschapper die hoogleraar is aan de Amerikaanse Princeton-universiteit. Zijn moeder is een Amerikaanse historica van Brits-Canadese afkomst die middeleeuwse geschiedenis doceert aan The College of New Jersey. Chazelle heeft een jongere zus, actrice Anna Chazelle.
Hij groeide op in Princeton (New Jersey) waar hij ondanks zijn katholieke opvoeding vier jaar les volgde aan een joodse school. Later sloot hij zich aan bij Princeton High School, waar hij naast film ook een passie voor (jazz)drummen ontwikkelde: "Ik dacht niet dat ik er carrière mee kon maken, maar om een of andere reden werd het mijn leven en sloot ik me zomer na zomer op in mijn kamer om acht uur per dag te oefenen, en greep ik elke kans om te kunnen drummen." Zijn passie voor drummen werd er aangewakkerd door de veeleisende muziekleraar Anthony Biancosino. Deze periode uit zijn leven diende later als inspiratie voor de muziekfilm Whiplash (2014).
Omdat hij ervan overtuigd was dat hij over onvoldoende talent beschikte om het als drummer te maken, sloot hij zich aan bij Harvard om er filmstudies te volgen. Aan de universiteit raakte hij bevriend met kamergenoot Justin Hurwitz, met wie hij later als regisseur regelmatig zou samenwerken. Hij studeerde in 2007 af.

## Carrière

### Beginjaren
Aan Harvard maakte Chazelle als thesis een korte musicalfilm, die hij nadien uitbouwde tot zijn debuutfilm Guy and Madeline on a Park Bench (2009). De zwart-witfilm, geïnspireerd door oude musicals en de filmstijlen van John Cassavetes en de Franse nouvelle vague, ging in 2009 in première op het Tribeca Film Festival en werd een jaar later in een select aantal bioscopen uitgebracht.  Het project werd door Chazelle zelf opgenomen op 16mm-film en met een cast bestaande uit niet-professionele acteurs.
In 2010 verhuisde hij samen met Hurwitz naar Los Angeles om er verder te schrijven aan het script van La La Land (2016) en er investeerders te zoeken voor de musicalfilm. Tijdens deze periode werkte hij als scenarioschrijver mee aan uiteenlopende projecten, waaronder de horrorfilm The Last Exorcism Part II (2013). Door het productiebedrijf Bad Robot Productions werd hij ingeschakeld om het script van 10 Cloverfield Lane (2016) te bewerken. Chazelle werd ook overwogen als regisseur voor het project, maar koos er uiteindelijk voor om Whiplash te regisseren.

### Whiplash(2014)
Whiplash, een muziekfilm over een drummer die tot het uiterste gedreven wordt door zijn maniakale muziekleraar, baseerde Chazelle op zijn eigen ervaringen als drummer in de zeer competitieve schoolband van Princeton High School. Het script voor de film werd opgepikt door producenten Helen Estabrook en Nicholas Britell, die net als hij Harvard-alumni waren. In een poging investeerders voor het project aan te trekken baseerde Chazelle eerst een korte film op zijn script. Deze korte film, eveneens Whiplash getiteld, werd in 2013 vertoond op het Sundance Film Festival. Nadien investeerde Bold Films 3,3 miljoen dollar om het volledige script te verfilmen als een langspeelfilm. J.K. Simmons, die ook aan de korte film had meegewerkt, werd opnieuw gecast als de maniakale muziekleraar, terwijl Miles Teller gecast werd als het hoofdpersonage, drummer Andrew Neiman. Whiplash werd in negentien dagen opgenomen en ging een jaar na de korte film in première op Sundance. De muziekfilm oogstte veel lof, werd bekroond met drie Oscars en betekende de grote doorbraak van Chazelle, die zelf een Oscarnominatie ontving voor zijn script.

### La La Land(2016)
Omstreeks 2011 toonde Focus Features zich bereid om La La Land te verfilmen. De studio eiste echter om het script inhoudelijk aan te passen en stelde een budget van slechts 1 miljoen dollar beschikbaar voor de productie. De samenwerking met Focus Features ging niet door en Chazelle besloot om met Whiplash een ander persoonlijk project te ontwikkelen. Als een gevolg van het succes van Whiplash vond Chazelle met Lionsgate wel een studio die bereid was om La La Land volwaardig te verfilmen. In 2015 begon hij met een budget van 30 miljoen dollar en met Emma Stone en Ryan Gosling als hoofdrolspelers aan de opnames. La La Land werd, net als zijn debuutfilm Guy and Madeline on a Park Bench, een romantisch eerbetoon aan de stad waar de film zich afspeelt en aan Franse en Amerikaanse musicalfilms uit de 20e eeuw. De film groeide uit tot een kaskraker en won zes Oscars. Chazelle zelf werd bekroond met de Oscar voor beste regisseur. Even werd de film door een vergissing ook uitgeroepen tot beste film. Chazelle en zijn collega's betraden het podium om de Oscar in ontvangst te nemen, waarna bleek dat niet La La Land maar wel Moonlight de prijs had gewonnen.

### First Man(2018)
In 2014, nog voor hij aan de productie van La La Land begon, werd Chazelle in dienst genomen om First Man te regisseren, een biografische film over astronaut Neil Armstrong, de eerste mens die voet op de Maan zette. Chazelle benaderde Ryan Gosling voor de hoofdrol, maar besloot uiteindelijk om met de acteur eerst La La Land op te nemen. Na de productie van de musicalfilm begonnen de twee aan First Man. De film werd in 2017 opgenomen en ging een jaar later in première op het filmfestival van Venetië. De regisseur verklaarde na de productie dat hij het leuk vond om 'een film te maken die het tegenovergestelde was van La La Land'. Hoewel First Man uitstekende recensies kreeg van de Amerikaanse filmpers viel de film zelden in de prijzen.

### Overige projecten
In 2019 ontwikkelde Chazelle voor streamingdienst Netflix de achtdelige miniserie The Eddy. Hij regisseerde zelf ook de eerste twee afleveringen van de musicalserie, die geschreven werd door de Britse scenarioschrijver Jack Thorne. De reeks ging in mei 2020 in première op Netflix.
In 2018 werd bericht dat Chazelle ook voor streamingdienst Apple TV+ een serie zou schrijven, regisseren en produceren. Een jaar later werden er plannen aangekondigd om een film te maken over het Hollywood van de jaren 1920.

## Filmografie
| Jaar | Titel                            | Regisseur | Scenarist | Producent |
| ---- | -------------------------------- | --------- | --------- | --------- |
| 2009 | Guy and Madeline on a Park Bench |           |           |           |
| 2013 | The Last Exorcism Part II        |           |           |           |
| 2013 | Grand Piano                      |           |           |           |
| 2014 | Whiplash                         |           |           |           |
| 2016 | 10 Cloverfield Lane              |           |           |           |
| 2016 | La La Land                       |           |           |           |
| 2018 | First Man                        |           |           |           |
| 2020 | The Eddy (miniserie)             |           |           |           |
| 2022 | Babylon                          |           |           |           |

## Prijzen en nominaties
| Film              | Categorie                | Uitslag        |
| Academy Awards    | Academy Awards           | Academy Awards |
| ----------------- | ------------------------ | -------------- |
| Whiplash (2014)   | Beste bewerkte scenario  | Genomineerd    |
| La La Land (2016) | Beste regie              | Gewonnen       |
| La La Land (2016) | Beste originele scenario | Genomineerd    |
| BAFTA Awards      |                          |                |
| Whiplash (2014)   | Beste regie              | Genomineerd    |
| Whiplash (2014)   | Beste originele scenario | Genomineerd    |
| La La Land (2016) | Beste regie              | Gewonnen       |
| La La Land (2016) | Beste originele scenario | Genomineerd    |
| Golden Globes     |                          |                |
| La La Land (2016) | Beste regie              | Gewonnen       |
| La La Land (2016) | Beste scenario           | Gewonnen       |